# Dicranota separata
Dicranota separata är en tvåvingeart som beskrevs av Alexander 1969. Dicranota separata ingår i släktet Dicranota och familjen hårögonharkrankar. Inga underarter finns listade i Catalogue of Life.